# Shagurit
Shagurit (tiếng Ả Rập: شاغوريت) là một ngôi làng Syria nằm ở Muhambal Nahiyah ở huyện Ariha, Idlib. Theo Cục Thống kê Trung ương Syria (CBS), Shagurit có dân số 684 trong cuộc điều tra dân số năm 2004.